# Kleine textorwever
De kleine textorwever (Ploceus intermedius) is een zangvogel uit de familie Ploceidae (wevers en verwanten).

## Verspreiding en leefgebied
Deze soort telt 3 ondersoorten:
- P. i. intermedius: zuidelijk Soedan, Ethiopië, Somalië, oostelijk Congo-Kinshasa, westelijk en centraal Tanzania en Kenia.
- P. i. cabanisii: van Congo-Brazzaville tot zuidwestelijk Tanzania, zuidelijk tot Namibië, noordelijk Botswana, noordelijk en oostelijk Zuid-Afrika en zuidelijk Mozambique.
- P. i. beattyi: westelijk Angola.